# Spital Davos

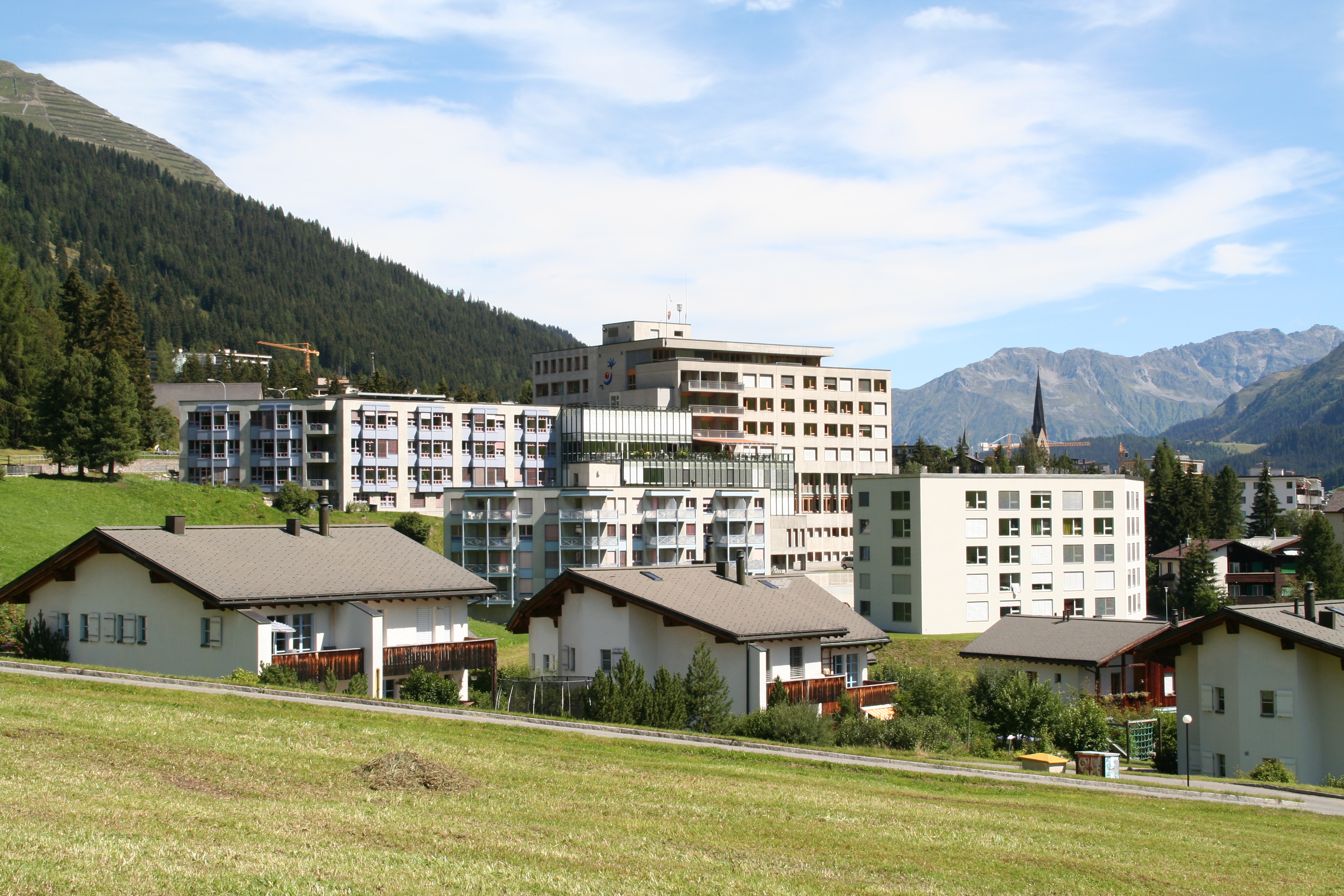
Ansicht von Süden

Das Spital Davos in Davos ist ein öffentliches Akutspital für die medizinische Grundversorgung. Mit rund 350 Mitarbeitenden zählt es zu den grössten Arbeitgebern der Region.

## Geschichte
Das erste Davoser Krankenhaus wurde zwischen 1887 und 1888 erbaut. Bauherrin war der Davoser Krankenverein, der 1872 – auch dank der Initiative des Landschaftsarztes Wilhelm Beeli – gegründet wurde. Es wurde an der Promenade 4 erbaut und umfasste 15 Zimmer. Im Jahr 1896 erbaute man ein Absonderungshaus nach den Plänen von Gaudenz Issler (im August 1924 abgebrochen). Im Jahr 1907 übernahm die politische Gemeinde und Landschaft Davos das Krankenhaus und wurde Eigentümerin. In den darauf folgenden Jahren gab sie mehrere Projekte eines Neubaus in Auftrag. Gebaut wurde 1910/11 nach den Plänen von Karl Koller ein neues Absonderungshaus (1973 abgebrochen). Es besass einen armierten Eisenbeton-Dachstock von Morel & Cie. Die stationäre Desinfektionsanlage besass eine Feuerung von Sulzer, die Warmwasserheizung wurde von Oberrauch & Milentz eingebaut.
Das eigentliche Krankenhaus wurde 1913/14 anstelle des Gebäudes von 1888 neu erbaut. Dieses Gebäude umfasste nun 90 Betten. Die Pläne dafür stammen von Schmitz & Oberhoff. Der breit gelagerte Baukörper mit Walmdach bildet, bedingt auch durch seine Lage auf einer Geländestufe, ein sehr markantes Bauwerk am Südeingang von Davos. Die Portalanlage nach den Plänen von Overhoff & Wälchli wurde 1918 erbaut. Der Wettbewerb für einen Umbau und Ausbau 1926 wurde nicht verwirklicht, der 1928 angedachte Umbau hingegen schon, und zwar zwischen 1929 und 1930. Seither hat das Hauptgebäude anstelle des Walmdaches ein Flachdach. Es entstanden elf zusätzliche Zimmer und in einem Anbau mit Flachdach die neue Spitalküche.
Das Hauptgebäude wurde 1959/60 umgebaut. Ein weiterer Um- und Ausbau erfolgte in den Jahren 2004 bis 2008.

## Heutiges Spital Davos
Das Spital Davos umfasst die Abteilungen und Kliniken:
- Anästhesie
- Chirurgie / Orthopädie
- Gynäkologie / Geburtshilfe
- HNO / ORL
- Innere Medizin
- Intermediate Care Unit
- Notfallstation
- Pädiatrie
- Physiotherapie
- Radiologie
- Tagesklinik

Zudem gehören als Betriebe ebenfalls zum Spital: Spitex, Kinderkrippe Mandala, Rettungsdienst, Pflegeheim, Dialyse, Labor. Als zweites Spital der Schweiz verfügt das Spital Davos über ein Babyfenster.